# Saint-Appolinard
|  | Per a altres significats, vegeu «Saint-Appolinard (Loira)». |

Saint-Appolinard és un municipi francès al departament de la Isèra (regió d'Alvèrnia-Roine-Alps). L'any 2007 tenia 389 habitants.

## Demografia

### Població
El 2007 la població de fet de Saint-Appolinard era de 389 persones. Hi havia 148 famílies de les quals 32 eren unipersonals (16 homes vivint sols i 16 dones vivint soles), 52 parelles sense fills, 60 parelles amb fills i 4 famílies monoparentals amb fills.
La població ha evolucionat segons el següent gràfic:

### Habitatges
El 2007 hi havia 178 habitatges, 151 eren l'habitatge principal de la família, 20 eren segones residències i 7 estaven desocupats. 166 eren cases i 10 eren apartaments. Dels 151 habitatges principals, 127 estaven ocupats pels seus propietaris, 18 estaven llogats i ocupats pels llogaters i 6 estaven cedits a títol gratuït; 9 tenien dues cambres, 17 en tenien tres, 38 en tenien quatre i 87 en tenien cinc o més. 137 habitatges disposaven pel capbaix d'una plaça de pàrquing. A 44 habitatges hi havia un automòbil i a 94 n'hi havia dos o més.

### Piràmide de població
La piràmide de població per edats i sexe el 2009 era:
| Homes | Edats   | Dones |
| ----- | ------- | ----- |
| 0     | 95 o +  | 0     |
| 4     | 90 a 94 | 8     |
| 4     | 85 a 89 | 4     |
| 0     | 80 a 84 | 8     |
| 8     | 75 a 79 | 4     |
| 4     | 70 a 74 | 16    |
| 4     | 65 a 69 | 8     |
| 4     | 60 a 64 | 8     |
| 8     | 55 a 59 | 8     |
| 8     | 50 a 54 | 8     |
| 8     | 45 a 49 | 12    |
| 12    | 40 a 44 | 8     |
| 20    | 35 a 39 | 12    |
| 4     | 30 a 34 | 8     |
| 12    | 25 a 29 | 8     |
| 20    | 20 a 24 | 12    |
| 24    | 15 a 19 | 8     |
| 16    | 10 a 14 | 0     |
| 12    | 5 a 9   | 4     |
| 4     | 0 a 4   | 4     |

## Economia
El 2007 la població en edat de treballar era de 253 persones, 197 eren actives i 56 eren inactives. De les 197 persones actives 186 estaven ocupades (103 homes i 83 dones) i 11 estaven aturades (6 homes i 5 dones). De les 56 persones inactives 21 estaven jubilades, 13 estaven estudiant i 22 estaven classificades com a «altres inactius».

### Ingressos
El 2009 a Saint-Appolinard hi havia 155 unitats fiscals que integraven 416,5 persones, la mediana anual d'ingressos fiscals per persona era de 16.404 €.

### Activitats econòmiques
Dels 8 establiments que hi havia el 2007, 1 era d'una empresa de construcció, 3 d'empreses de comerç i reparació d'automòbils, 1 d'una empresa d'hostatgeria i restauració, 2 d'empreses immobiliàries i 1 d'una empresa de serveis.
L'únic servei als particulars que hi havia el 2009 era una fusteria.
L'any 2000 a Saint-Appolinard hi havia 36 explotacions agrícoles que ocupaven un total de 792 hectàrees.

## Equipaments sanitaris i escolars
El 2009 hi havia una escola elemental integrada dins d'un grup escolar amb les comunes properes formant una escola dispersa.

## Poblacions més properes
El següent diagrama mostra les poblacions més properes.